# Festival internazionale della lyra del Mediterraneo
Il festival internazionale della lyra del Mediterraneo è una manifestazione culturale-musicale promossa dall'associazione culturale-musicale  LiraBattente con il patrocinio del Comune di Spilinga, che ha luogo ogni anno a Spilinga (VV), nel mese di agosto.
Al festival prendono parte ogni anno musicisti e gruppi musicali dell'area del Mediterraneo, dove ancora oggi si suona la lyra, un antico strumento musicale introdotto dall'Impero bizantino in tutti i principali paesi del Mediterraneo, intorno all'anno mille. La lira era originariamente lo stesso strumento musicale portato e diffuso dai Bizantini. Nel corso dei secoli, però, questo strumento ha subito delle trasformazioni ed è stato utilizzato in modo differente nei diversi paesi del Mediterraneo in cui si adopera ancora oggi, nelle sue diverse varianti:
- in Grecia, dove ha assunto il nome di lyra
- in Spagna, dove ha assunto il nome di rabel
- in Turchia, dove ha assunto il nome di kemence
- in Bulgaria, dove ha assunto il nome di gadulka
- in Croazia, dove ha assunto il nome di lijerica
- in Calabria, dove ha assunto il nome di lira calabrese